# Pinedas (kommunhuvudort)
Pinedas är en kommunhuvudort i Spanien.   Den ligger i provinsen Provincia de Salamanca och regionen Kastilien och Leon, i den centrala delen av landet, 190 km väster om huvudstaden Madrid. Pinedas ligger 791 meter över havet och antalet invånare är 177.
Terrängen runt Pinedas är huvudsakligen kuperad, men åt sydost är den platt. Runt Pinedas är det glesbefolkat, med 11 invånare per kvadratkilometer. Närmaste större samhälle är Béjar, 17,9 km öster om Pinedas. 